# Parapsyllus valedictus
Parapsyllus valedictus är en loppart som beskrevs av Smit 1979. Parapsyllus valedictus ingår i släktet Parapsyllus och familjen Rhopalopsyllidae. Inga underarter finns listade i Catalogue of Life.